# Stadtbergen
Stadtbergen è una città tedesca di 15 614 abitanti, sita nel Land della Baviera.